# الحنكة بين الودة

تعديل مصدري - تعديل

الحنكة بين الودة هي إحدى قرى عزلة سباح بمديرية سباح التابعة لمحافظة أبين، بلغ تعداد سكانها 22 نسمة حسب تعداد اليمن لعام 2004.